# Adetus pusillus
Adetus pusillus är en skalbaggsart som först beskrevs av Leon Fairmaire och Germain 1859.  Adetus pusillus ingår i släktet Adetus och familjen långhorningar.
Artens utbredningsområde är Uruguay. Inga underarter finns listade i Catalogue of Life.